# راجكومار شارما
راجكومار شارما (1965 - ) هو لاعب كريكت هندي.

## وصلات خارجية
- راجكومار شارما على موقع إي آس بي آن كريك إنفو (الإنجليزية)